# Royale Entente sportive Wanze-Bas-Oha
 (août 2021).
Si vous disposez d'ouvrages ou d'articles de référence ou si vous connaissez des sites web de qualité traitant du thème abordé ici, merci de compléter l'article en donnant les références utiles à sa vérifiabilité et en les liant à la section « Notes et références ».
Maillots
Dernière mise à jour : 18 août 2021.
La Royale Entente sportive Wanze-Bas-Oha est un club de football belge basé à Bas-Oha, dans la région de Huy. Fondé en 1930, le club porte le matricule 1654.
Lors de la saison 2021-2022, il évolue en Division 3 ACFF (5e niveau), pour ce qui est sa 20e saison en séries nationales, dont 4' en Division 3 (alors 3e niveau.
Ce cercle évolue au stade communal « Louis Manne », lequel est « coincé » entre les rives, relativement proches, de la Meuse et la ligne de chemin de fer « Liège-Namur », dans le creux de la vallée au pied des contreforts sur lesquels s'est développé le village. La localité de Wanze, célèbre notamment pour ses sucreries du « groupe Tirlemont », est distante de quelques kilomètres vers l'Est.

## Repères historiques généraux
- 1922 : 29 novembre 1922, affiliation de BAS-OHA FOOTBALL CLUB auprès de l'URBSFA.
- 1926 : 29 juillet 1926, radiation de l'URBSFA de BAS-OHA FOOTBALL CLUB lequel a fusionné avec un autre cercle.
- 1929 : 6 septembre 1929, VINALMONT FOOTBALL CLUB s'affilie à l'URBSFA qui lui attribue le n° de matricule 1509.
- 1932 : 23 octobre 1933, VINALMONT FOOTBALL CLUB et matricule 1509 sont démissionnés de l'URBSFA. Ce club est reconstitué en 1940 et reçoit le matricule 2988 l'année suivante.

- 1930 : 1er janvier 1930, fondation de JEUNESSE SPORTIVE BAS-OHA qui s'affilie auprès de l'URBSFA le 27 août 1930 et se voit attribuer le n° de matricule 1654.
- 1940 : 15 novembre 1940, fondation de VINALMONT FOOTBALL CLUB.
- 1941 : 21 mai 1941, VINALMONT FOOTBALL CLUB s'affilie à l'URBSFA et se voit attribuer le n° de matricule 2988.
- 1946 : 15 avril 1946, fondation de ANTHEIT FOOTBALL CLUB qui s'affilie à l'URBSFA le 26 juillet 1946 et se voit attribuer le n° de matricule 4495.
- 1946 : 1er juin 1946, fondation de WANZE SPORTS qui s'affilie à l'URBSFA le 12 août 1946 et se voit attribuer le n° de matricule 4496.
- 1955 : 15 janvier 1955, JEUNESSE SPORTIVE BAS-OHA (1654) est reconnue « Société Royale » et adapte sa dénomination en ROYALE JEUNESSE SPORTIVE BAS-OHA (1654).
- 1981 : 1er juillet 1981, ANTHEIT FOOTBALL CLUB (4495) fusionne avec VINALMONT FOOTBALL CLUB (2988) pour former UNION 81 (4495). Le matricule 1988 est démissionné la veille.
- 1996 : Vers le 16 décembre 1996, WANZE SPORTS est reconnu « Société Royale ».
- 1997 : 1er juillet 1997, WANZE SPORTS adopte l'appellation de ROYAL WANZE SPORTS (4496).
- 2006 : 1er juillet 2006, ROYALE JEUNESSE SPORTIVE BAS-OHA (1654) absorbe UNION 81 (4495). Le club garde l'appellation de ROYALE JEUNESSE SPORTIVE BAS-OHA (1654). Le matricule 4495 est démissionné la veille.
- 2013 : 1er juillet 2013, ROYALE JEUNESSE SPORTIVE BAS-OHA (1654) fusionne avec ROYAL WANZE SPORTS (4496) pour former la ROYALE ENTENTE SPORTIVE WANZE-BAS-OHA (1654). Le matricule 4496 est démissionné la veille.

## Histoire

### Origines
On sait qu'une club de Bas-Oha s'affilie à l'URBSFA le 29 novembre 1922 sous le nom de  Bas-Oha Football Club et qui joue en tenue vertes et blanches. La date exacte de création de ce club reste incertaine. Ce cercle est radié le 29 juillet 1926, soit cinq mois avant la première publication du registre des matricules ! La radiation du matricule est causée par une fusion du Bas-Oha FC avec un autre club local. À cette époque, la suppression/radiation d'un club après fusion est logique et courant un seul des deux pou plisueurs cercles fusionnant poursuit ses activités. Règlementairement, et cela se prolonge avec la mise en place alors imminente du système des matricules, jusqu'en juillet 1962, toute « fusion officielle » va induire la démission des anciens matricules et la création d'un nouveau. Le nom du club avec lequel s'effectue la fusion évoquée ci-avant n'a pas été retrouvé, pas plus que le nom de l'entité constituée par cette fusion. Le fait de la radiation laisse sérieusement supposé soit « à une sanction » car il s'agit d'une fusion avec « un cercle non-membre de l'URBSFA », ou tout aussi simplement que « le cercle constitué par la fusion qui a opté pour une autre fédération rivale de l'URBSFA ».
Le 1er janvier 1930 est fondée, partiellement avec d'anciens membres du FC, la Jeunesse sportive Bas-Oha. On sait que le 17 février 1930, le club joue en « Bleu et Blanc ». Il rejoint l'Union Belge le 27 août 1930 et se voit attribuer le n° de matricule 1654.
Le club évolue en séries régionales et provinciales liégeoises pendant quarante ans avant de découvrir l'échelon national.

### Débuts en nationales
Reconnu « Société royale », le 17 janvier 1955 et adate da dénomination officielle en Royale Jeunesse Sportive Bas-Oha à partir du 10 mars 1955. Notons qu'entre le 1er septembre 1962 et le 25 mai 1965, le club ajoute le « rouge » à ses couleurs officielles bleues et blanches. La raison exactue du changement s'est perdue dans le temps mais ces couleurs sont celles du cercle qui remporte le titre de « Champion provincial 1969 » qui permet à la R. JS Bas-Oha de devenir le 44e club liégeois à jouer en séries nationales, le 29e en Promotion (D4). Cette première aventure ne dure qu'une seule saison. Versé dans la « série D » composée de cercles liégeois, Limbourglimbourgeois et luxembourgeois, les « Mosans » remportent six succès, concèdent cinq partages et s'inclinent à dix-neuf reprises. Alors que le K. SK Tongeren remporte le titre de sa série, le matricule 1654 ne peut mieux qu'un classement final de 15e sur 16 et est relégué en compagnie des Moedige Duivels d'Halen et du Bomal FC.

### Une période dorée
Le 4 avril 1972, le matricule 1654 revient à ses couleurs d'origine: Bleu et Blanc. Certaines sources évoquent encore le tricolore bleu-blanc-rouge, mais c'est avec certitude une erreur. À partir de 1973, le club connaît une période dorée. Il remonte en « Promotion » en 1973. La coïncidence veut que le matricule 1654 soit promu en même temps que deux de ses plus proches voisins: la R. Union Hutoise FC et le R. CS Andennais, celui-ci champion de la Province de Namur. Les trois clubs sont versés dans la même « série C » et y jouent les premiers rôles. Si les Hutois doivent se contenter du 5e rang, Bas-Oha termine vice champion des « Oursons andennais ». Ce qui en temps ordinaire n'aurait profité, en termes de montée, qu'au cercle sacré, est cette fois bénéficiaire aux deux premiers classés. En, cause, la création de la Ligue professionnelle de football et l'extension de la Division 1 à 20 clubs.

#### Quatre saisons en Division 3
Si Andenne a déjà évolué au 3e niveau par le passé, c'est une découverte pour Bas-Oha. Les « P'tits bleus », de la couleur principale de leur vareuse, se retrouvent dans une série B qui ne compte que cinq formations francophones sur seize. Andenne, Bas-Oha, ainsi que le Léopold Bastogne, l'UR Namur et le Stade Waremmien doivent en découdre avec des clubs de la Campine anversoise et de la Province de Limbourg.
En cette saison 74-75, la différence de niveau est assez délicate à assimiler pour les joueurs du club, volontaires, courageux mais pas totalement préparés à cette montée. Toutefois, alors que le Patro Eisden remporte la série, que le CS Andennais est honorablement 6e, la JS Bas-Oha évite d'un point la 14e place qui est celle de « barragiste ». Courante à partir des années 1990, cette pratique est de barrages est exceptionnelle pour l'époque. Elle est dans la continuité de la fondation de la Ligue professionnelle et surtout du passage temporaire de la « D1 » de 16 à 20 clubs. Dès le départ du projet, il est convenu que la plus haute division doit être réduite à 18 clubs dans les deux ans, d'abord 19 pour 75-76 puis 18 à partir de 76-77. Les divisions inférieures doivent donc, pendant deux saisons reléguer un cercle de plus qu'à l'accoutumée. C'est Dessel Sport qui doit affronter le barragiste de l'aitre série. Battant deux fois le FC Denderleeuw, Dessel assure son maintien.
La saison 76-77 se déroule dans un cadre assez similaire: dix cercles néerlandophones, cinq francophones et un germanophone. L'AS Eupen qui descend de Division 2 occupe la série alors que le R. FC Sérésien monte de Promotion où est redescendu le Stade Waremmien. Eupen décroche le titre avec un point d'avance sur Andenne alors que la JS Bas-Oha fait de la corde raide tout le championnat qu'elle termine « 14e et barragiste ». Opposé à l'AV Dendermonde, les « P'tits bleus » pensent faire la différence avec un ample succès (8-2) au stade Louis Manne. Mais comme la différence de buts n'est pas prise en considération, une simple victoire « 2-0 » au retour permet au club flandrien d'obtenir un match d'appui. Sur le terrain de Wavre Sport, le cercle mosan assure sa place en « D3 » (0-3).
Répartition territoriale identique pour la saison 77-78. Tilleur qui descend de « Division 2 » et Wavre Sport qui vient de « Promotion » remplacent numériquement l'Eupen et de Bastogne. Les résultats sportifs sont aussi assez similaires. Andenne termine 6e et Bas-Oha 14e. Cette fois, cette position est exempte de barrage.
Changement radical de décor pour la saison 78-79. Bas-Oha en raison de sa situation géographique est assimilé aux clubs namurois (Andenne et Namur) qui sont placés avec les clubs hennuyers et ceux des deux Provinces flandriennes. Complètent la série, deux cercles bruxellois et les Anversois de Willebroek. Les meilleures choses ont une fin. Promus ensemble, Andenne et Bas-Oha occupent les deux dernières positions finales et retournent toux deux en « Promotion ».

### Bref retour en Promotion, puis la Provinciale
Pendant trois saisons les deux clubs géographiquement proches réalisent des résultats corrects mais jamais flamboyants. Les « Oursons andennais » terminent successivement 4e, 6e et 4e. De leur côté, les P'tits bleus bas-ohatois finissent 8e, 11e et 12e. Comme cela s'est passé un étage plus haut, un changement dans la répartition des séries est fatal au deux clubs. Pour la saison 1981-1982, n'étant plus avec des formations hesbignonnes mais brabançonnes et bruxelloises, les deux clubs retournent dans leur Province respective, qu'ils avaient quittée, la même saison, neuf ans auparavant.

### Retour en Promotion après vingt ans
La R. JS Bas-Oha club sombre dans le relatif anonymat des séries provinciales liégeoises pendant 21 ans. Le matricule 1654 chute même jusqu'en 2e Provinciale. Le changement de millénaire marque le début d'une nouvelle ère de succès pour le club. Lors de la saison 1999-2000, le club mosan remporte sa série de « P2 » et gagne le droit de retrouver son élite provinciale. La saison suivante, les « P'tits Bleus » sont proches de réussir « une passe de deux » et de filer en Nationale, mais ils ne sont finalement que vice champions derrière Battice. Durant le « Tour final de P1 », la RJSB se fait brûler la politesse par Spa, qui accède à la « Promotion » via le Tour final interprovincial (TFI).
Ce n'est que parti remise pour le matricule 1654 qui est sacré champion provincial au terme de l'exercice 2001-2002. De retour en séries nationales, le club assure son maintien avec une 11e finale en 2002-2003. Au terme de la saison suivante, Bas-Oha se classe 9e, par contre le championnat 2004-2005 est plus délicat. Le club mosan termine à stricte égalité de points et de victoires avec le RFC Meux. Un « test-match » départage les deux formations pour désigner lequel est sauvé et lequel est « barragiste ». Sur le terrain d'Hannut club qui dans la série a terminé juste devant les deux clubs concernés, les deux équipes restent dos-à-dos au terme des 90 minutes initiales (0-0). La décision tombe durant la prolongation. Un doublé de Mustafa Saglam (98e et 108e) place Bas-Oha aux commandes. Cinq minutes avant la fin de la demi-heure supplémentaire, un but de Guillaume Collinet pour les Hesbignons entretient le suspense. À l'entrée de l'ultime minute, Steve Dessart conforme le maintien du matricule 1654 (3-1). Par la suite, Meux connaît des fortunes diverses et doit, au bout du compte, retourner en « P1 Namuroise ».
Les deus saisons suivantes sont plus sereines avec une 9e place finale puis un 6e rang. Entre ces deux championnats, le 1er juillet 2006, le club absorbe l'Union 81 (matricule 4495), un petit club voisin dans l'entité de Wanze.

#### Bref aller/retour
À l'occasion de la saison 2007-2008, le club paie encore une fois un lourd tribut à un changement de répartition territoriale pour la composition des séries. La R. JS Bas-Oha ne joue plus avec des clubs luxembourgeois et namurois, mais doit en découdre avec des formations anversoises et limbourgeoises. Ne pouvant mieux qu'une 15e place, le matricule 1654 retourne en « P1 liégeoise » en compagnie de la Grivegnée, « lanterne rouge » de la série.
La RJS Bas-Oha ne s'effondre pas et conquiert son 3e titre provincial avec douze points d'avance sur Warnant. Le club termine la décennie en nationale avec une 11e place, synonyme de maintien en 2010. Malheureusement un an plus tard, il manque deux points aux « P'tits Bleus » pour laisser quatre équipes derrière eux. Contraint de disputer les barrages, il obtient un partage dans le tirs au but face aux Limbourg au K. Herk FC qui prend le dessus lors de la séance de tirs au but : « 5-4 ». Envoyé au « Tour final interprovincial », la JS Bas-Oha va s'imposer au CS Entité Manageoise (1-4) mais est ensuite battue, à domicile, par le Standard Bièvre (0-2). Les résidents du stade Manne conservent un petit espoir allant gagner le repêchage des battus au FC JL Arlonaise (1-4), mais aucune place ne se libère à l'échelon national. C'est déjà le retour en 1re Provinciale. Une relégation qui ne laisse rien de présager de très bon pour le vieux cercle où les finances sont sérieusement en baisse tout comme le nombre de bénévoles actifs.

### Fusion
Au terme de la saison 2011-2012, la R. JS Bas-Oha ne peut mieux qu'une 11e place finale place en 1re Provinciale. Dans la localité voisine, le cercle de Wanze Sports a conclu sa saison au 5e rang de sa série de 3e Provinciale. Le club nom de « Wanze Sports » circulent dans les coulisses du stade Louis Manne. Certaines rumeurs parlent d'une fusion mais elles sont rapidement démenties. D'autres sources préfèrent évoquer « une collaboration » ou « une bonne entente ». Un an plus tard, la situation ne s'arrange pas à Bas-Oha. Au contraire, alors qu'elle ambitionne d'être au moins présente au tour final pour la montée, la « RJSB » est mêlée à la lutte pour le maintien... qu'elle n'assure finalement pas. 15e et avant-derniers, les « P'tits bleus » chutent en « P2 ». Du côté de Wanze par contre, on est satisfait de la 3e place obtenue en « P3 ».
Sachant ses clubs en délicatesses financières, mais aussi de personnel en suffisance, et par voie de conséquence face à des difficultés sportives les contraignant à limiter leurs ambitions, les autorités communales de Wanze prennent l'initiative d'une réunion le 4 mars 2013. L'ordre du jour complet n'a pas été révélé, mais on en connait le point principal: « évoquer une fusion entre les deux cercles ». Les différentes négociations voient les idées des dirigeants des deux clubs converger et un accord est conclu pour la fin de ce mois de mars 2013. La rumeur initiale est rapidement confirmée: la R. JS Bas-Oha et le R. Wanze Sports fusionnent,.
L'entité formée reçoit le nom de Royale Entente Sportive Wanze-Bas-Oha sous le matricule 1654 qui prend officiellement effet le 1er juillet 2013. À la même date, le n° de matricule 4496 est démissionné des registres de l'URBSFA. L'équipe « Premières » de la « RESWBO » joue au stade « Louis Manne » de Bas-Oha tandis que les sélections de jeunes occupent les installations dites « de la rue de Leumont », sur le territoire de la commune d'Antheit.

### De nouveau en Nationale
Les responsables de la nouvelle entité, partagée en deux ASBL distinctes, ont un credo: les jeunes. Même les équipes Séniors alignées en « P2 » et en « P3 », pour la saison 2013-2014, ont une moyenne d'âge très basse. Cette première saison d'existence de la RESWBO voit les deux équipes adultes terminer sereinement au milieu de leur série respective : 8e pour la P2 et 7e pour la P3.
Selon une vieille expression, « la mayonnaise semble donc bien prendre », ce qui n'est jamais gagné dc'avance dans le cadre de fusion d'entités sportives. Après une 4e place en 2015, l'équipe « A » de l'Entente Sportive WBO décroche le titre de sa série de « P2 » et intègre l'élite provinciale liégeoise.
Le matricule 1654 se stabilise rapidement en « P1 » avec chronologique une 5e puis une 7e place finale. Pour la troisième saison de son retour en 1re Provinciale, le championnat est passionnant jusqu'au bout. Wanze-Bas-Oha loupe le sacre pour un point derrière le R. FC Raeren-Eynatten alors que la JS Fizoise complète le podium avec 46 unités soit deux de moins que le champion. L'Union des Clubs Espagnols (UCE) de Liège occupe le 4e rang avec 45 points ! Cette saison-là, le « tour final de P1 » est remporté par l'US Fizoise. Celle-ci n'est pas promue car durant le Tour final interprovincial, elle s'incline contre la RJ Rochefortoise (2-4) puis lors du repêchage à Gosselies (1-0).
La saison 2019-2020 est arrêté le 12 mars 2020 compte tenu de l'évolution de la Pandémie de Covid-19. Au moment de l'interruption, la R. Ent. Sp. Wanze-Bas-Oha occupe le 2e rang derrière le Stade Disonais. La décision de la fédération de geler les classements et d'appliquer les montées et descentes (hors tours finaux) conformément au règlement est favorable au matricule 1654 qui est promu en Division 3 ACFF.
Lors de la saison 2020-2021, les restrictions imposées par la situation sanitaire causent le retard de reprise des championnats puis leur rapide interruption début octobre 2020. Le 21 janvier 2021, comprenant qu'aucun redémarrage n'est possible avant plusieurs semaines, la fédération belge décrète logiquement, l'annulation de la saison, il n'y a ni montées, ni descentes. La « RESWBO » doit donc patienter pour connaître sa valeur à l'échelon national. Pour l'anecdote, signalons que le matricule 1654 n'a « rejoué » qu'une seule rencontre en nationale, à savoir le 10 octobre 2020, en concédant un revers « 2-0 » au Richelle United FC. Mais comme pour tous les autres clubs la saison est créditée puisqu'ayant débuté.

## Résultats dans les divisions nationales
Statistiques mises à jour au 17 août 2021 - au terme de la saison 2020-2021

### Bilan
| Niv | Divisions     | Jouées | Titres | TM Up | TM Down |
| --- | ------------- | ------ | ------ | ----- | ------- |
| I   | 1re nationale | 0      | 0      |       |         |
| II  | 2e nationale  | 0      | 0      |       |         |
| III | 3e nationale  | 4      | 0      |       | 1       |
| IV  | 4e nationale  | 14     | 0      |       | 1       |
| V   | 5e nationale  | 1      | 0      |       |         |
|     |               |        |        |       |         |
|     | TOTAUX        | 19     | 0      | 0     | 2       |

- TM Up : test-match pour départager des égalités, ou toutes formes de Barrages ou de Tour final pour une montée éventuelle.
- TM Down : test-match pour départager des égalités, ou toutes formes de Barrages ou de Tour final pour le maintien.

### Classement saison par saison
| Ordre               | Saison  | Nom du club         | Niveau                  | Classement final | Remarques        |
| ------------------- | ------- | ------------------- | ----------------------- | ---------------- | ---------------- |
| 1                   | 1969-70 | R. JS Bas-Oha       | Promotion série D       | 15e/16           | Relégué !        |
| séries provinciales |         |                     |                         |                  |                  |
| 2                   | 1973-74 | R. JS Bas-Oha       | Promotion série B       | 2e/16            | Promu !          |
| 3                   | 1974-75 | R. JS Bas-Oha       | Division 3 série B      | 13e/16           |                  |
| 4                   | 1975-76 | R. JS Bas-Oha       | Division 3 série B      | 14e/16           | Barrages !       |
| 5                   | 1976-77 | R. JS Bas-Oha       | Division 3 série B      | 14e/16           |                  |
| 6                   | 1977-78 | R. JS Bas-Oha       | Division 3 série B      | 16e/16           | Relégué!         |
| 7                   | 1978-79 | R. JS Bas-Oha       | Promotion série D       | 8e/16            |                  |
| 8                   | 1979-80 | R. JS Bas-Oha       | Promotion série D       | 11e/16           |                  |
| 9                   | 1980-81 | R. JS Bas-Oha       | Promotion série C       | 12e/16           |                  |
| 10                  | 1981-82 | R. JS Bas-Oha       | Promotion série B       | 14e/16           | Relégué!         |
| séries provinciales |         |                     |                         |                  |                  |
| 11                  | 2002-03 | R. JS Bas-Oha       | Promotion série D       | 11e/16           |                  |
| 12                  | 2003-04 | R. JS Bas-Oha       | Promotion série D       | 9e/16            |                  |
| 13                  | 2004-05 | R. JS Bas-Oha       | Promotion série D       | 12e/16           |                  |
| 14                  | 2005-06 | R. JS Bas-Oha       | Promotion série D       | 9e/16            |                  |
| 15                  | 2006-07 | R. JS Bas-Oha       | Promotion série D       | 6e/16            |                  |
| 16                  | 2007-08 | R. JS Bas-Oha       | Promotion série C       | 15e/16           | Relégué!         |
| séries provinciales |         |                     |                         |                  |                  |
| 17                  | 2009-10 | R. JS Bas-Oha       | Promotion série D       | 11e/16           |                  |
| 18                  | 2010-11 | R. JS Bas-Oha       | Promotion série D       | 13e/16           | Relégué !        |
| séries provinciales |         |                     |                         |                  |                  |
| 19                  | 2020-21 | R. ES Wanze-Bas-Oha | Division 3 ACFF série B | N/A              | Saison annulée ! |
| 20                  | 2021-22 | R. ES Wanze-Bas-Oha | Division 3 ACFF série B | .../16           |                  |

## Anciens joueurs connus
- Roger Claessen surnommé « Roger-la-Honte », double champion de Belgique et double vainqueur de la Coupe de Belgique, meilleur buteur du championnat de Belgique avec le Standard de Liège,vice-champion de Bundesliga avec Alemania Achen, 17 fois Diable Rouge
- Camille Delvigne, champion de Belgique avec Anderlecht, termine sa carrière à Bas-Oha.
- Henri Depireux, triple fois champion de Belgique avec le Standard de Liège, 2 fois Diable Rouge, joue deux saisons à Bas-Oha (76-78) avant de terminer sa carrière avec Tilleur.
- Lucien D'Onofrio, agent de joueurs et ancien dirigeant du Standard et vice-président de l'Antwerp FC joue deux ans à Bas-Oha à la fin des années 1970.
- Emmanuel « Manu » Godfroid, ancien joueur du Standard et de l'Antwerp, joue trois saisons à Bas-Oha (2006-2009) en fin de carrière qu'il termine à Solières Sports.